# IntAkt – Internationale Aktionsgemeinschaft bildender Künstlerinnen
IntAkt – Internationale Aktionsgemeinschaft bildender Künstlerinnen ist ein feministisch inspiriertes Künstlerinnennetzwerk und wurde 1977 in Wien gegründet, um bildenden Künstlerinnen sowohl eine künstlerische Plattform als auch eine Möglichkeit der sozialen Vernetzung zu bieten. Nationale und internationale Künstlerinnen nehmen durch IntAkt aktiv am kulturpolitischen Geschehen teil. Mithilfe von vielzähligen Ausstellungen und Projekten zeigt das Netzwerk aktives Engagement, um Künstlerinnen Alternativen zum kommerziellen und institutionalisierten Ausstellungsbetrieb zu bieten.

## Geschichte
Das von den Vereinten Nationen ausgerufene Internationale Jahr der Frau 1975 bot gleichzeitig auch den Anstoß für die Gründung der Vereinigung IntAkt. Erster Auslöser war ein Briefwechsel zwischen dem damaligen, für Kunst zuständigen Unterrichtsminister Fred Sinowatz und den beiden Künstlerinnen Christa Hauer und Angelika Kaufmann. Die Forderung der beiden Künstlerinnen, die für eine Großausstellung von Frauen zuständige Kommission anlässlich des Jahres der Frau paritätisch zu besetzen, wurde abgelehnt. Die Jury blieb ausschließlich männlich besetzt. Das Ministerium ging ebenfalls nicht weiter auf Vorschläge zur Verbesserung der sozialen Situation von Künstlerinnen ein und begründete dies mit der Unzuständigkeit des Ministeriums. Ein versprochener Forschungsauftrag verwandelte sich in eine geringfügige Subvention. Christa Hauer und Angelika Kaufmann beschlossen daher, an die Öffentlichkeit zu gehen.
1976 luden die Initiatorinnen zu einem Pressegespräch in die Galerie von Grita Insam ein, in der 1977 die Gründung der IntAkt erfolgte. Eine Wohnung im Haus des Griechenbeisl wurde zum ersten Treffpunkt und in der Folge zu einem bis 1988 bespielten Ausstellungsraum. Die Aktivitäten der Anfangsjahre bestanden in kulturpolitischen Initiativen, Stellungnahmen und Aktionen, die das Hauptaugenmerk auf die Situation von Künstlerinnen und deren spezifische Anliegen wie Pensionsversicherung, Karenzzeit, Ankäufe, Preise und Berufungen von Professorinnen lenkten. Gleichzeitig wurden durch das gemeinsame Vorgehen IntAkt-Künstlerinnen in ihrer Arbeit unterstützt, um in der österreichischen Kunstöffentlichkeit besser wahrgenommen zu werden. Der Austausch mit Künstlerinnen aus anderen Ländern wurde ebenfalls zu einem der Schwerpunkte der IntAkt. Im Vordergrund stand und steht das Miteinander im Bemühen um bessere Arbeits- und Lebensbedingungen, welches gemeinsame Ausstellungsplanungen, den Austausch mit Künstlerinnen diverser Medien und kreative Prozesse in künstlerischer Theorie und Praxis umfasst.

## Vorstand
Im Gegensatz zu anderen Kunstvereinen hat sich die IntAkt ganz bewusst gegen die Wahl einer Präsidentin ausgesprochen.

## Ausstellungen
Die Auseinandersetzung innerhalb der Gruppe bildete die Basis für viele Themenausstellungen. Bis 1988 betrieb die IntAkt den eigenen Treffpunkt mit Frauengalerie im Haus des Griechenbeisl. Danach erfolgte die Übersiedlung ins Werkstätten- und Kulturhaus WUK. Neben den Ausstellungen im eigenen IntAkt-Raum bietet sich hier auch die Möglichkeit, größere Projekte in verschiedenen Ausstellungshallen des WUK zu konzipieren.
Zwischen 2008 und 2017 fanden in Kooperation mit der GAV-Grazer Autorinnen & Autorenversammlung in loser Folge Lesungen im Rahmen von IntAkt-Ausstellungen statt.
Einen Höhepunkt des bisherigen Schaffens bildeten die rund um das Jubiläum des 100. Frauentages 2011 organisierten Aktionen und Ausstellungen.

## Gruppenausstellungen (Auszug)
- 2020 PARALLEL VIENNA, IntAkt zeigt das Projektstatement FE:MALE ENLIGHTENMENT, Österreich
- 2019 PARALLEL VIENNA, IntAkt zeigt das Projektstatement DAS INTEGRAL DER STIMME 100 JAHRE FRAUENWAHLRECHT, Österreich
- 2019 „Selbstportrait Frauenbild“ Galerie am Park, A – Wien, Österreich
- 2018 „Selbstportrait Frauenbild“, Dresdner Sezession e.V. Galerie, Deutschland
- 2017 „40 Jahre IntAkt/Selbstporträt – Kontext Frauenbild“, Kunsthalle Exnergasse Wien, Österreich
- 2013 „en mouvement – in Bewegung Paris-Wien“, Institut francais de Vienne, Wien, Österreich
- 2011/2012 „Wien ist weiblich!“ ‘Fahnen’ Wanderausstellung, Atelierhaus der Akademie der bildenden Künste Wien, Akzenta Graz, ARTspace Palais Kabelwerk Wien,  Österr. Kulturforum Bratislava, u. a.
- 2010 ‘eyes on’ Ausstellung IntAkt – WUK, zum Monat der Fotografie in Wien, Österreich
- 2009/2010 „INTERCITY WIEN – BUDAPEST“, Galerie des MKISZ, in Kooperation mit dem ungarischen KünstlerInnenverein, Ungarn
- 2009 „Wieder Bieder“ Projekt mit Vorträgen und großer Gemeinschaftsausstellung, Projektraum WUK Wien, Österreich
- 2008 „BLAUER MONTAG“ mit Lesung von Friederike Mayröcker, Amerlinghaus Wien, Österreich
- 2007 Sonderausstellung „30-Jahre IntAkt“, Galerie Dana Charkasi Wien, Österreich
- 2007 Themenausstellungen: „WALD“, „FRAUEN mit MÄNNERN“,„VANITAS“ und „PEINLICH“ im WUK Wien, Österreich
- 2006 Projekt „Baumarkt“ bei „SOHO in Ottakring“ Wien, Österreich
- 2005 Kulturprojekt „EUROPA/ABENDLAND“ Sechs Ausstellungen in der Galerie am Park Wien, Österreich
- 1997 „der ORT die ZEIT das PLUS“, 20 Jahre IntAkt, Heiligenkreuzerhof Wien, Frauenmuseum Bonn, Deutschland
- 1987 „10 Jahre IntAkt“, Griechenbeisl Wien, Österreich
- 1984 „Brennpunkt: Kunst von Frauen“, Secession Wien, Österreich